# 愛のつづれ織り
『愛のつづれ織り』（あいのつづれおり）は、大原麗子 が1978年3月25日にワーナー・パイオニアから発売したアルバムである。

## 解説
女優の大原麗子が残した唯一のアルバムで、フォーク・歌謡曲系の作家陣が作品を提供して制作された。大原は歌唱のほか随所で語りも担当しているが、緊張を和らげるためにスタジオに酒を準備し、裸足になってレコーディングしたときもあったという。大原はアルバム完成披露会見にて、「芝居の打ちあげなんかだと、お酒飲んでいい気分で歌うんだけど、吹き込みの当日は、朝から足がガクガクして、どうしても行くのがイヤで“声だけスタジオに行ってくれないかなあ”なんてバカなことを考えたりして…」と語っている。
なお、本アルバムのCDは1997年にワーナー・ミュージック・ジャパンから、2014年にウルトラ・ヴァイヴからそれぞれ発売され、2016年には全曲が着うたおよび着うたフルにて配信されている。

### アートワーク
ジャケットは写真家の大倉舜二が手がけ、アナログ・レコードの歌詞カードには鹿の子模様が施された薄紫色の和紙が使用されている。なお、初発売時のレコード帯には、以下のキャッチコピーが記載されていた。

## 収録曲
表記はすべて初出オリジナル・アナログレコードに基づく

### SIDE:1
1. まあね- (2:55)
山口洋子 作詞、川口真 作曲、萩田光雄 編曲
2. 待つことになれて- (3:51)
りりィ 作詞・作曲、竜崎孝路 編曲
3. 裏町のバラ- (3:05)
山川啓介 作詞、加瀬邦彦 作曲、馬飼野康二 編曲
4. おもしろくて哀しくて- (2:36)
山川啓介 作詞、川口真 作曲、馬飼野俊一 編曲
5. 誰なの？- (3:48)
喜多條忠 作詞、中村泰士 作曲、萩田光雄 編曲
6. 夢のあと- (3:41)
喜多條忠 作詞、馬飼野俊一 作・編曲

### SIDE:2
1. さりげなく悪いやつ- (3:35)
小林和子 作詞、滝川光一 作曲、竜崎孝路 編曲
この楽曲は「待つことになれて」とのカップリングでシングル・カットされた。[3]
2. 雨の旅人- (3:16)
山川啓介 作詞、加瀬邦彦 作曲、馬飼野俊一 編曲
3. 花火- (3:57)
山川啓介 作詞、加藤和彦 作曲、竜崎孝路 編曲
4. 灯りをつけて出て行って- (3:06)
山口洋子 作詞、中村泰士 作曲、馬飼野康二 編曲
5. レストラン（語り）- (5:51)
山川啓介 作詞、竜崎孝路 作・編曲

## クレジット
- 大原麗子 - 唄
- 大倉舜二 - 撮影

## 発売履歴
| 形態 | 発売日         | レーベル                         | 品番       | アートワーク | 解説    | リマスタリング | 初出/再発 | 備考                               |
| ---- | -------------- | -------------------------------- | ---------- | ------------ | ------- | -------------- | --------- | ---------------------------------- |
| LP   | 1978年03月25日 | REPRISE                          | L-11002R   | 大倉舜二     | なし    | なし           | 初出      |                                    |
| LP   | 1979年         | SOUNDS MARKETING SYSTEM          | SM24-5149  | 大倉舜二     | なし    | なし           | 再発      | 限定カラーレコード                 |
| CD   | 1997年07月25日 | ワーナー・ミュージック・ジャパン | WPC6-8360  | 大倉舜二     |         |                | 初出      | 【70's smileシリーズ】紙ジャケット |
| CD   | 2014年03月19日 | ウルトラ・ヴァイヴ               | CDSOL-1561 | 大倉舜二     | 藤木TDC | あり           | 再発      |                                    |